# Johnson County, Tennessee
Johnson County är ett administrativt område i delstaten Tennessee, USA, med 18 244 invånare.  Den administrativa huvudorten (county seat) är Mountain City.

## Geografi
Enligt United States Census Bureau har countyt en total area på 784 km². 773 km² av den arean är land och 11 km² är vatten.

### Angränsande countyn
- Washington County, Virginia - nord
- Grayson County, Virginia - nordost
- Ashe County, North Carolina - öst
- Watauga County, North Carolina - sydost
- Avery County, North Carolina - syd
- Carter County - sydväst
- Sullivan County - väst